# Unni Nicolaysen
Unni Nicolaysen (7 april 1939) is een Noors voormalig schutter en sportbestuurder.

## Levensloop
Nicolaysen speelde omstreeks 1965 een belangrijke rol bij de ontplooiing van de schietsport voor vrouwen in Noorwegen. In 1984 werd ze als eerste vrouw verkozen in de administratieve raad van de Union Internationale de Tir (UIT). Ze was op dat moment secretaris-generaal van de Norges Skytterforbund (NSF), een functie die ze uitoefende van 1979 tot 1998. In 2001 volgde ze de Italiaan Gianpiero Armani op als voorzitter van de European Shooting Confederation (ESC). Zelf werd ze in deze hoedanigheid opgevolgd door de Rus Vladimir Lisin.